# 양성 종양
양성 종양(良性腫瘍, benign neoplasm)은 전이능력이 없는 종양이다. 양성종양은 주변 조직을 침범하거나 전이하지 않는 세포 덩어리이다. 악성 종양에 비해 양성 종양은 일반적으로 성장 속도가 느리다. 양성 종양은 비교적 잘 분화된 세포를 가지고 있다. 이들은 종종 외부 표면(결합 조직의 섬유질 피복)으로 둘러싸이거나 상피 내에 머무른다. 양성 종양의 일반적인 예로는 자궁근종이 있다.
일부 형태의 양성 종양은 건강에 해로울 수 있다. 양성 종양 성장은 주변 조직을 압박할 수 있는 효과를 일으킨다. 이는 신경 손상, 혈류 감소(허혈), 조직 사망(괴사) 또는 장기 손상으로 이어질 수 있다. 양성 종양 성장의 건강 영향은 종양이 두개, 호흡기, 부비강 또는 뼈와 같은 밀폐된 공간 내에 포함된 경우에 더 두드러질 수 있다. 예를 들어, 신체의 다른 대부분의 양성 종양과 달리 양성 뇌종양은 생명을 위협할 수 있다. 예를 들어, 갑상선 선종과 부신피질 선종과 같은 내분비 종양은 특정 호르몬을 과잉 생산할 수 있다.
많은 종류의 양성 종양은 종양 진행으로 알려진 과정을 통해 암(악성)이 될 가능성이 있다. 이러한 이유와 다른 해를 끼칠 수 있는 가능성 때문에, 일부 양성 종양은 수술로 제거된다. 제거되면 양성 종양은 보통 재발하지 않는다.

## 같이 보기
- 암 (악성 종양)